# Dabiša av Bosnien
Dabiša av Bosnien, död 1395, var Bosniens regent från 1391 till 1395.